# IRENE

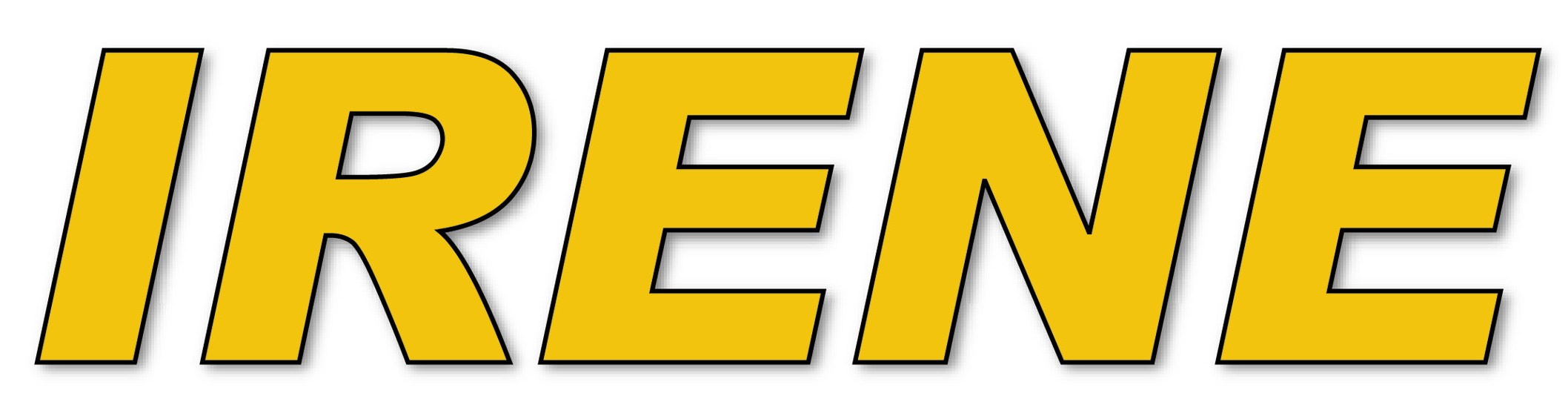
Projektlogo

IRENE (Akronym aus Integration Regenerativer Energien und Elektromobilität) war ein Forschungsprojekt im Allgäu, welches technische und wirtschaftliche Lösungen, die sich für Verteilnetzbetreiber aus den schwankenden, dezentralen Stromeinspeisungen Erneuerbarer Energien in Zukunft ergeben, aufzeigte. Das Projekt lief von März 2011 bis Dezember 2013.

## Ziele
Das Ziel des Projektes IRENE lag darin, technische und wirtschaftliche Lösungen für Herausforderungen zu finden, die sich für Verteilnetzbetreiber aus den schwankenden, dezentralen Stromeinspeisungen erneuerbarer Energien ergeben. Wichtig waren dabei die physikalischen Aspekte wie die Einhaltung der geforderten Spannungsbänder sowie die Spannungssymmetrie. Dabei kamen eine Vielzahl technischer Innovationen in Hard- und Software zum Einsatz.
Im Allgäu hat Siemens für ein selbstorganisierendes Energieautomatisierungssystem eine neu entwickelte Software implementiert. Diese sorgt dafür, Verbrauchsverhalten und die Speicherung von regenerativ erzeugten Energien zeitlich so zu optimieren, dass das Spannungsband auch mit hohen Durchdringungsraten von Photovoltaik ohne zusätzlichen Netzausbau eingehalten werden kann.
Das System wird in Verbindung mit Messtechnik und Aktuatorik zu einem Smart Grid. Im Betrieb werden an ungefähr 200 Messpunkten Daten erfasst, welche eine Bewertung und Regelung des Netzzustandes in Echtzeit ermöglichen. Dadurch können in einem bestehenden Verteilnetz Verbrauchs- und Angebotsspitzen abgefangen werden.
Darüber hinaus stehen bis zu 40 Elektrofahrzeuge, ein regelbarer Ortsnetztransformator sowie ein stationärer Batteriespeicher (240 kW, 138 kWh) zur Verfügung, welche vorzugsweise durch umweltfreundlichen Strom geladen und als Energiespeicher für das Netz genutzt werden können. Darüber hinaus kann die Einspeisung von Blindleistung bei Photovoltaik-Wechselrichtern beeinflusst werden.

## Ergebnisse
1. Elektrofahrzeuge können in vergleichbaren Netzen mit der 2020 für Deutschland erwarteten bzw. gewünschten Dichte ohne weiteren Netzausbau betrieben werden.
2. Aktive Verteilernetze mit Echtzeit-Messung und -Regelung können signifikant Netzausbaukosten sparen und die Aufnahmefähigkeit für erneuerbare Energien massiv erhöhen.
3. Für eine wirksame und stabile Regelung eines intelligenten Verteilernetzes ist keine aufwändige Smart-Meter-Infrastruktur notwendig.
4. Batteriespeichersysteme eröffnen viele neue Möglichkeiten zur Netzbetriebsführung, stellen aber heute keine wirtschaftlich sinnvolle Alternative für die ausschließliche Lösung von Spannungs- und Leistungsproblemen dar.
5. Standardisierte Lösungen können in vielen Fällen eingesetzt werden, erfüllen aber derzeit nicht vollumfänglich die für intelligente Netze notwendigen Anforderungen.

## Entstehung
Die Gemeinde Wildpoldsried im Allgäu betreibt seit Jahren einen massiven Ausbau an Regenerativen Energien aller Arten. Dadurch bietet sie gute Voraussetzungen, um das bereits für 2020 in Deutschland erwartete Energieszenario real zu erproben. Daher wurde im April 2011 das Pilotprojekt „IRENE“ ins Leben gerufen, welches die Netzintegration von stark schwankenden Regenerativen Energien erproben wird. Das Projekt wurde im Dezember 2013 abgeschlossen.

## Projektpartner
Am Verbundprojekt beteiligt waren das Allgäuer Überlandwerk (AÜW) als Anwendungspartner, die Siemens AG als Technologiepartner sowie die Hochschule Kempten und die RWTH Aachen als Forschungspartner. Das AÜW hat aufbauend auf den Ergebnissen des Projektes die Tochterfirma egrid applications & consulting GmbH gegründet, welche Beratungsdienstleistungen rund um das Thema intelligenter Verteilnetzausbau anbietet.
Das Projekt IRENE ist Teil des vom Bundesministerium für Wirtschaft und Energie (BMWi) geförderten Technologieprogramms „IKT für Elektromobilität II – Smart Car –Smart Grid – Smart Traffic“, in dem bis Ende 2015 18 Projekte neue Konzepte und Technologien für das Zusammenspiel von intelligenter Fahrzeugtechnik im Elektroauto (Smart Car) mit Energieversorgungs- (Smart Grid) und Verkehrssteuerungssystemen (Smart Traffic) auf der Basis von moderner Informations- und Kommunikationstechnik (IKT) entwickeln. Der zuständige Projektträger war der Projektträger im DLR.

## Nachfolgeprojekt
Der Nachfolger des Projekts IRENE ist das Projekt IREN2, welches am 1. Juli 2014 gestartet wurde.